# مالک مانه
مالک مانه (انگلیسی: Malick Mané؛ زادهٔ ۱۴ اکتبر ۱۹۸۸) بازیکن فوتبال در پست‌های مهاجم و هافبک اهل سنگال است.

## باشگاهی
از باشگاه‌هایی که در آن بازی کرده‌است می‌توان به باشگاه فوتبال آکتوبه، باشگاه فوتبال نجران عربستان سعودی، باشگاه فوتبال سوگندال، باشگاه فوتبال گوتبورگ، و باشگاه فوتبال سنترال کوئست مارینرز اشاره کرد.

## تیم ملی
وی همچنین در تیم ملی فوتبال سنگال بازی کرده‌است.